# Febre de l'or de Klondike

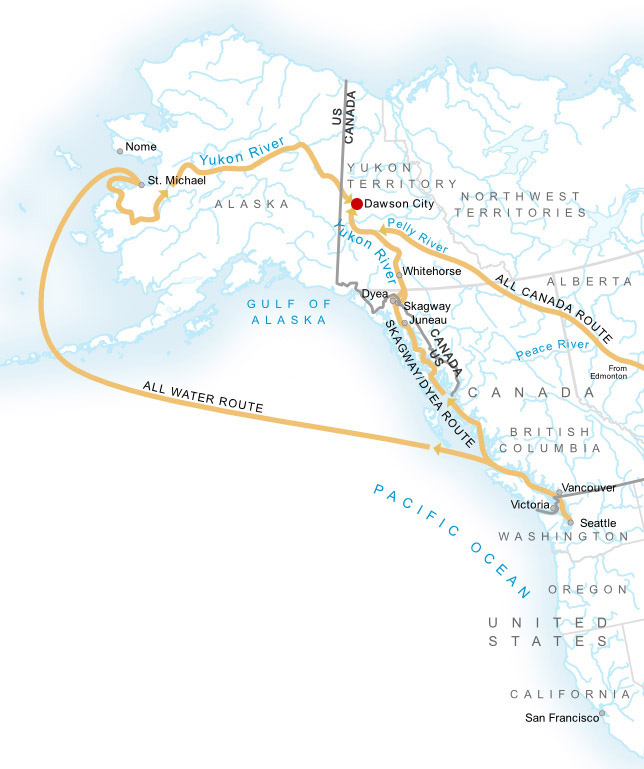
Rutes al Klondike.

La febre de l'or de Klondike (en anglès: Klondike Gold Rush, o Yukon Gold Rush) va ser una immigració de persones amb desig de trobar or al Territori canadenc del Yukon al riu Klondike prop de Dawson City a partir de l'any 1896. En total, unes 12,5 milions d'unces d'or es van extreure de la zona de Klondike al segle següent al seu descobriment.

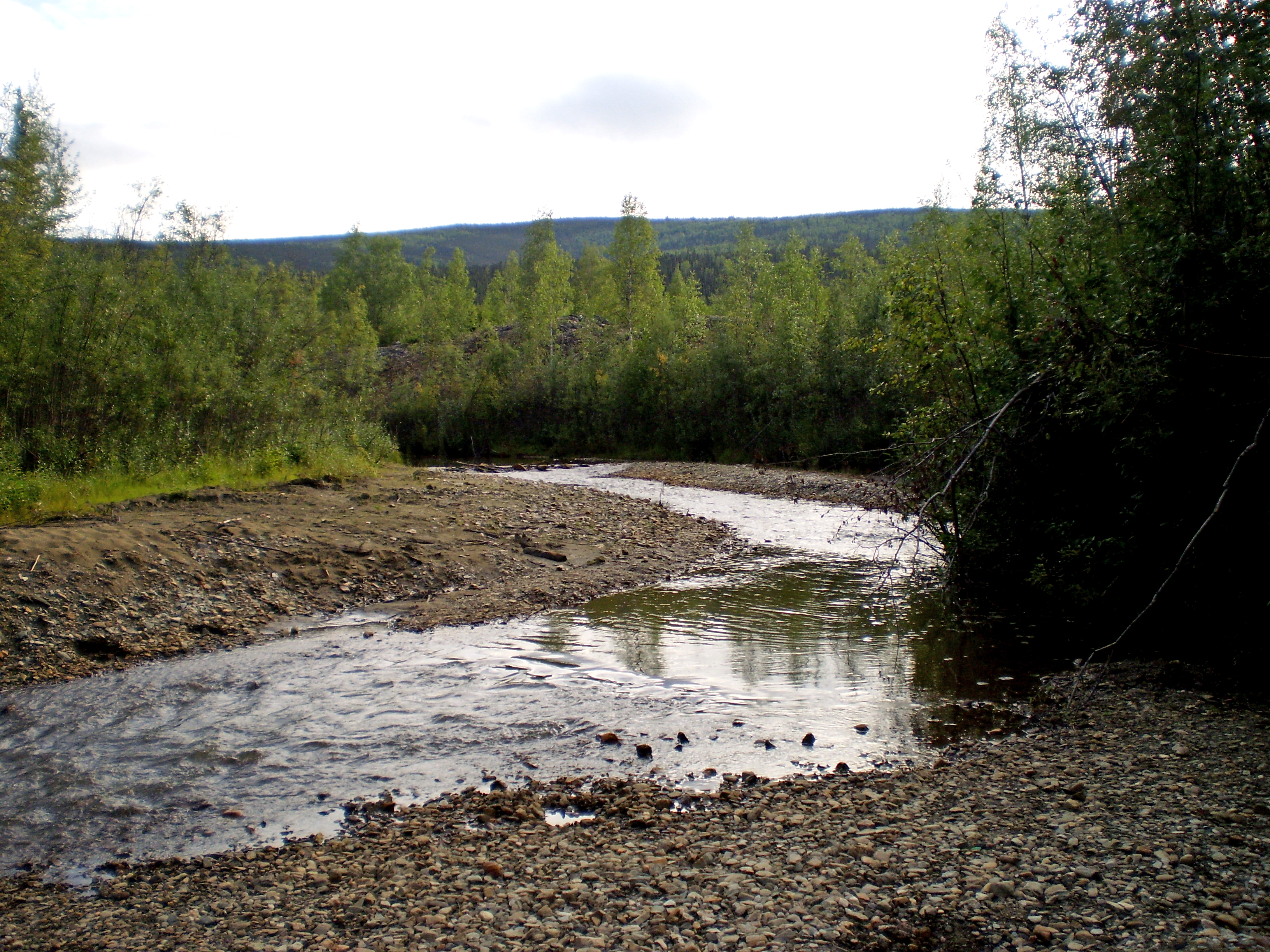
Lloc de descobriment a Bonanza Creek l'agost de 2009.

L'agost de 1896, una partida conduïda per Keish (Skookum Jim Mason), un membre de la tribu ameríndia Tagish va anar cap al nord del riu Yukon des de Carcross cercant la seva germana Kate i el seu marit George Carmack. Després de reunir-se amb George i Kate, que estaven pescant salmó a la desembocadura del riu Klondike van trobar-se amb Robert Henderson que havia buscat or al riu Indian. El 16 d'agost de 1896, els Skookum van descobrir rics jaciments d'or a Bonanza (Rabbit) Creek, del Yukon. La sol·licitud de la mina d'or feta per un amerindi era problemàtica pel racisme d'aquella època.

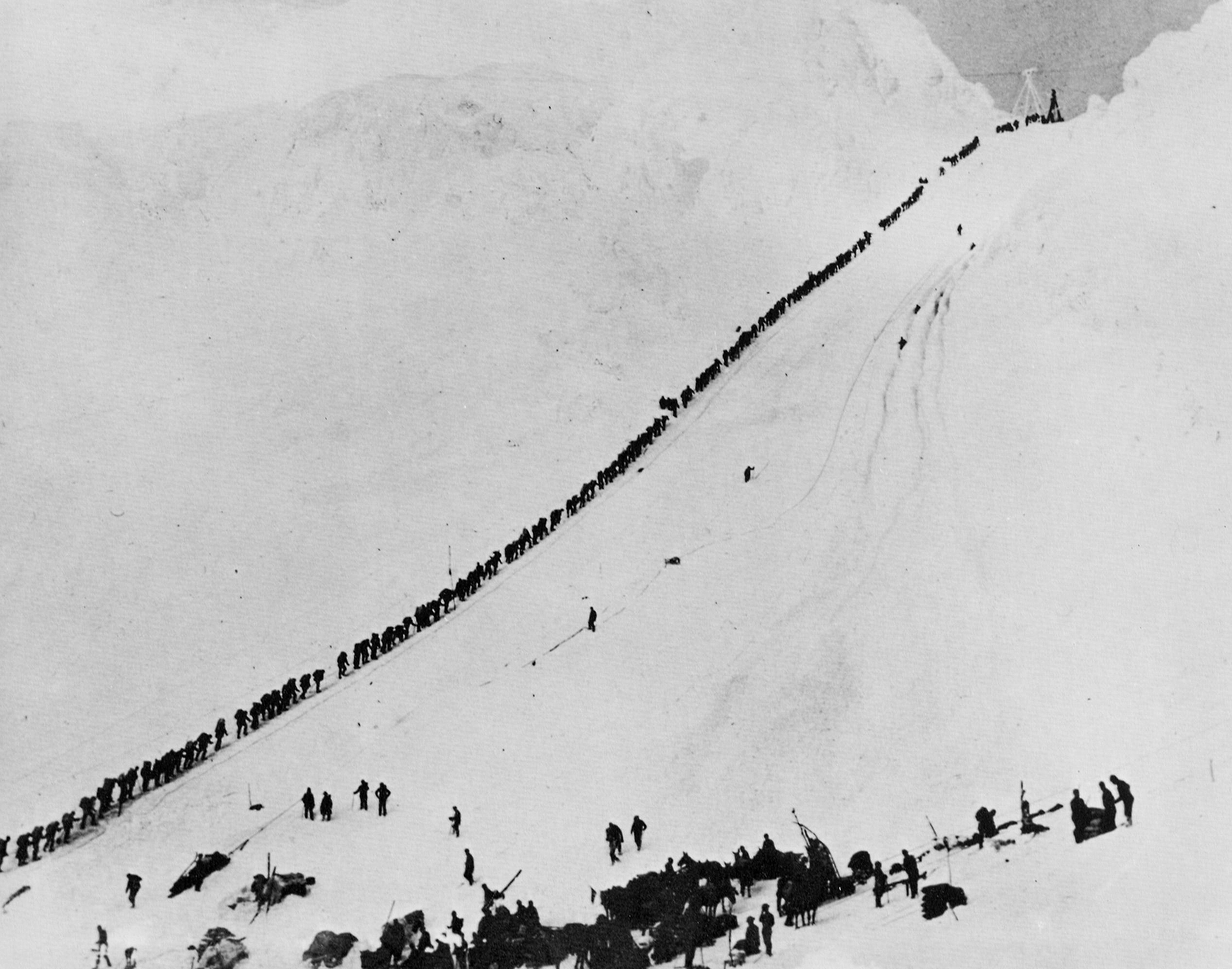
Miners i prospectors pugen el pas de Chilkoot durant la febre d'or del Klondike

La notícia es va estendre a altres camps miners de la vall del riu Yukon i els miners ràpidament es desplaçaren des de les zones dels rius Fortymile i Stewart.

## L'estampida del Klondike
La notícia arribà als Estats Units el juliol de 1897 en el marc de recessió econòmica i fallida de bancs que a més provocaren alts nivells de desocupació. El 1898 la població del Klondike va arribar als 40.000 habitants amb problemes de desabastiment d'aliments. Homes de totes les condicions socials arribaren al Klondike cercant l'or i des dels llocs més diversos com Nova York, Sud-àfrica, el Regne Unit, i Austràlia. de manera sorprenent hi havia una altra proporció de professionals com mestres i metges fins i tot un o dos alcaldes. Per exemple entre els residents al Camp Skagway nº 1 hi havia William Howard Taft, que va ser després president dels Estats Units. Molts eren conscients que les seves possibilitats de trobar quantitats apreciables d'or eren pràcticament nul·les hi venien només per l'aventura. La meitat dels que arribaren a Dawson City en realitat no van iniciar cap prospecció d'or. Tanmateix l'arribada de tanta gent va servir per desenvolupar econòmicament el Yukon.
La majoria dels prospectors van travessar el pas de Chilkoot de camí cap a les ciutats d'Alaska de Skagway i Dyea on neix el riu Yukon fent, a peu, més de 800 km. A dalt del pas els esperava la Policia muntada del Canadà que els registrà i evità que portessin armes de foc, especialment els revòlvers.

## Literatura i cinema
Jack London va participar en aquest episodi i ho reflecteix en els seus relats curts White Fang, The Call of the Wild, i To Build a Fire. La primera part del llibre Burning Daylight s'hi centra.
Un dels darrers llibres de Jules Verne, Le Volcan d'Or tracta sobre aquest tema, no va ser publicat fins a 1989.
És remarcable la pel·lícula de Charlot La quimera de l'or on en una cèlebre escena la gana fa que es mengi una bota d'una manera antològica.